# 馬拉夸內
馬拉夸內是東非國家莫桑比克的城市，由馬普托省負責管轄，位於首都馬普托以北30公里的科馬提河的右岸，毗鄰斯威士蘭和南非接壤的邊境。

## 外部連結
- Kruger Park site on Marracuene[永久]

25°44′S 32°41′E / 25.733°S 32.683°E